# Linux Foundation
Linux Foundation (LF) är en ideell organisation som grundades år 2000 för att stödja Linux-utveckling och mjukvaruprojekt med öppen källkod.
Linux Foundation startade som Open Source Development Labs år 2000 för att standardisera och marknadsföra operativsystemets kärna Linux med öppen källkod.  Det slogs samman med Free Standards Group 2007. Stiftelsen har sedan dess utvecklats för att främja öppna källkodsprojekt bortom Linux OS som en sorts grunderbas bas och vice versa" som är värd för en mängd olika projekt som spänner över ämnen som moln, internationella nätverk, blockchain och under 2020-talet en beydande del av privat, industriell och offentlig hårdvara med sina system.  Stiftelsen är också värd för årliga utbildningsevenemang bland Linux-gemenskapen, inklusive Linux Kernel Developers Summit och Open Source Summit

## Projekt
I september 2015 uppskattades det totala ekonomiska värdet av utvecklingen av LFCPs projekt vara king fem miljarder USD.
För Linux-kärngemenskapen är Linux Foundation värd för sin IT-infrastruktur och organiserar konferenser som Linux Kernel Summit och Linux Plumbers Conference. Det är också värd för en tekniskt rådgivande nämnd som består av Linux-kärnutvecklare. En av dessa utvecklare har utsetts att sitta i Linux Foundations styrelse.
I januari 2016 tillkännagav Linux Foundation ett partnerskap med Goodwill Central Texas för att hjälpa hundratals missgynnade individer från samhällen med bristfälligt underhåll och en mängd olika bakgrunder att få den utbildning de behöver för att börja karriärer inom Linux IT.
I juli 2020 tillkännagav Linux Foundation ett initiativ som tillåte open source-communyties att skapa öppna standarder med hjälp av verktyg och metoder inspirerade av utvecklare med öppen källkod.

### Core Infrastructure Initiative
Core Infrastructure Initiative (CII), är ett projekt som hanteras av Linux Foundation som gör det möjligt för teknikföretag, industriintressenter och uppskattade utvecklare att tillsammans identifiera och finansiera kritiska open source-projekt i behov av hjälp. I juni 2015 tillkännagav organisationen ekonomiskt stöd på nästan 500 000 USD för tre nya projekt för att bättre stödja kritiska insfrastrukturella fundament  i den globala infrastrukturen för information. I maj 2016 lanserade CII sitt Best Practice Badge-program för att öka medvetenheten om utvecklingsprocesser och projektstyrningssteg som kommer att hjälpa projekt att få bättre säkerhetsresultat. I maj 2017 utfärdade CII sitt 100:e märke till ett passerande projekt.

### Community Data License Agreement (CDLA)
Community Data License Agreement (CDLA) introducerades i oktober 2017 och är en rättslig ram för att dela data. Det finns två initiala CDLA-licenser:
- CDLA-Sharing-licensen utformades för att förkroppsliga principerna för copyleft i en datalicens. Den sätter villkor på plats för att säkerställa att nedströmsmottagare kan använda och modifiera denna data, och de måste också dela sina ändringar av datan.
- CDLA-Permissive-avtalet liknar tillåtande öppen källkodslicenser genom att utgivaren av data tillåter vem som helst att använda, modifiera och göra vad de vill med data utan skyldigheter att dela ändringar eller modifieringar.

### Linux.com
Den 3 mars 2009 meddelade Linux Foundation att de skulle ta över förvaltningen av Linux.com från dess tidigare ägare, SourceForge, Inc.
Webbplatsen återlanserades den 13 maj 2009, och skiftade från sin tidigare inkarnation som en nyhetssajt till att bli en central källa för Linux-instruktioner, information, programvara, dokumentation och svar på diverse frågor som kunde dyka upp på servern, skrivbordet/netbook, mobil och inbäddade områden. Den innehåller också en katalog med Linux-programvara och hårdvara.
Ungefär som Linux själv planerar Linux.com att förlita sig på communityn för att skapa och driva innehåll och konversation.

### Användning av donationer
I början av 2018 uppgav Linux Foundations webbplats att den "använder [donationer] delvis för att hjälpa till att finansiera infrastrukturen och stipendiater (som Linus Torvalds) som hjälper till att utveckla Linux-kärnan."